# Ventagli da combattimento giapponesi
Numerosi ventagli da combattimento vennero usati nelle guerre del Giappone feudale, in varie dimensioni e materiali, per scopi differenti. Uno dei più significativi, e forse il più interessante, degli utilizzi fu come mezzo di comunicazione. Furono tre i tipi di ventagli per comunicazioni: uno fatto di nastri, uno in ferro e uno fatto di legno e carta, simile a quello usato oggi dagli arbitri di sumo. Il comandante sollevava o abbassava il ventaglio e lo puntava in varie direzioni per impartire i comandi ai soldati, che sarebbero poi passati ad altre forme di comunicazione visive e sonore. L'arte marziale del ventaglio è il tessenjutsu.

## Tipi di ventagli da combattimento
- Dansen uchiwa (断線団扇?) - erano larghi ventagli in ferro, a volte costruiti con una struttura in legno, che venivano portati dagli ufficiali di alto grado. Venivano usati per difesa contro le frecce, come parasole, e per dare ordini alle truppe.
- Gunsen (軍扇?) - erano ventagli chiudibili usati dai guerrieri feudali (Daimyō) durante i combattimenti o per dare ordini. Le stecche interne erano fatte di legno, (cipresso o bambù), e le stecche esterne erano in ferro o acciaio, rendendoli assai pesanti e robusti. Sopra queste ultime era di solito applicato il Kamon, cioè lo stemma di famiglia. I guerrieri tenevano i loro ventagli in vari posti, tipicamente nella cintura o nel pettorale dell'armatura, nonostante il secondo caso impedisse spesso l'uso dell'arco o della spada.
- Tessen (鉄扇?) - erano o dei ventagli chiudibili con le stecche di ferro che apparivano come innocui ventagli comuni oppure clave di ferro a forma di ventaglio chiuso. Era usato per difesa.
- Tanto  - erano pugnali con lama di acciaio ed impugnatura di vario materiale (legno) protetti da un astuccio a forma di ventaglio chiuso. Erano usati per difesa personale e ve ne erano per uso maschile e femminile.